# Операція «Аталанта»

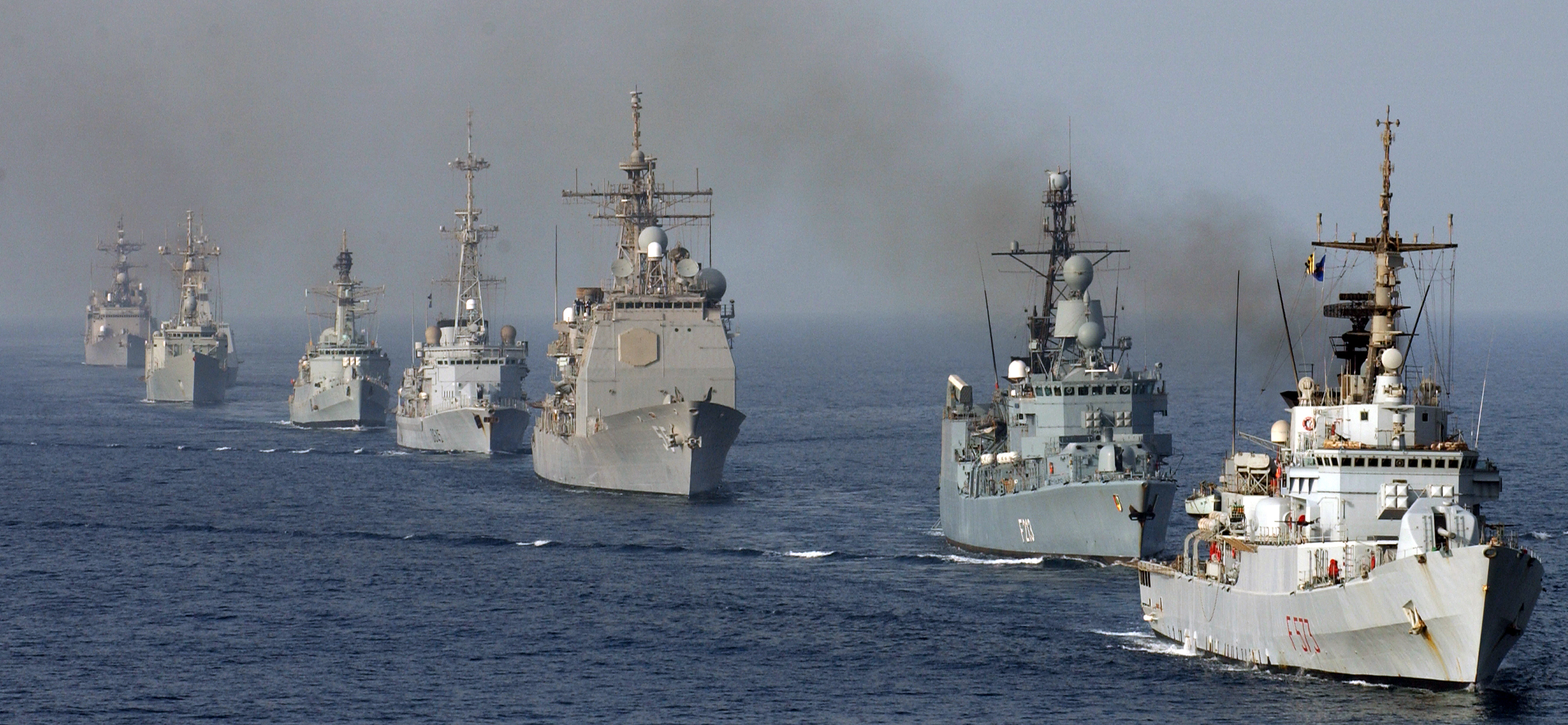
Кораблі CTF-150 біля узбережжя Сомалі

Операція EUNavFor «Аталанта» — протипіратська військово-морська операція Європейського союзу, яка розпочалась 8 грудня 2008 року біля узбережжя Сомалі. Пріоритетом операції була визначена охорона суден у прилеглих водах від сомалійських піратів. Це перша скоординована операція Європейського Союзу на морі. Напочатку до складу контингенту входили військово-морська і військово-повітряна компоненти: шість кораблів та три літаки з вісьмох країн ЄС. Командувачем місії був британський віцеадмірал Філіп Джонс. Військові кораблі мали повноваження відкривати вогонь та захоплювати піратів, які надалі мали постати перед судом за законами країни, корабель якої їх захопив.
Чергова зміна НАТО в рамках операції ЄС «Аталанта» розпочалася 24 березня 2009 року. Як результат, у води Аденської затоки прибули чергові кораблі. Наступною операцією НАТО стала операція «Океанський щит», розпочата 17 серпня 2009 р.
Мандат операції був продовжений до кінця 2014 року.

## Підрозділи, що беруть участь в операції

### Військові кораблі
Кораблі, залучені до операції EUNavFor Atalanta, яка діяла на Африканському Розі в серпні 2009 року:
- Фрегати класу «Санта-Марія» Numancia (F83)
- Marques de la Ensenada (A11)
- Фрегат класу «Бремен» Rheinland-Pfalz (F209)
- Фрегат класу «Бремен» Emden (F210)
- Танкер-заправник класу «Берлін»FGS Berlin (A1411)
- Фрегат класу «Броудсорд» F221 Regele Ferdinand
- Фрегат класу «Флореаль»  Nivôse (F732)
- Фрегат класу «Лафаєт» Aconit
- Корвет класу «Д'Естьєн д'Орв» Commandant Bouan (F797)
- Сторожовий корабель Albatros (P681)
- Фрегати класу «Кортенер» Nikiforos Fokas (F666)
- Фрегат класу «Фрітьйоф Нансен» HNoMS Fridtjof Nansen
- Фрегат класу «Местрале» ITS Maestrale (F570)
- Гідрографічне допоміжне судно HMS Trossö (A264)
- Корвет класу «Стокгольм» HMS Stockholm (K11)
- Корвет класу «Стокгольм» HMS Malmö (K12)

Станом на 2021 рік, до операції були долучені кораблі за країнами: станом на 15 травня 2021.

- Шаблон:Sclass Louise-Marie (F931), Belgium[6][7]
- Шаблон:Sclass Leopold I (F930), Belgium
- Шаблон:Sclass Brandenburg (F215), (Germany)[8]
- Шаблон:Sclass Mecklenburg-Vorpommern (F218), Germany
- Шаблон:Sclass Schleswig-Holstein (F216), (Germany)[9]
- Шаблон:Sclass Bayern (F217), Germany
- Шаблон:Sclass Rheinland-Pfalz (F209), (Germany)[8]
- Шаблон:Sclass Köln (F211), (Germany)[10]
- Шаблон:Sclass Niedersachsen (F208), (Germany)[11]
- Шаблон:Sclass Lübeck (F214), (Germany)[12]
- Шаблон:Sclass Hamburg (F220)[13][14]
- Шаблон:Sclass Rhön (A1443), (Germany)[15]
- Шаблон:Sclass Spessart (A1442), (Germany)[15]
- Шаблон:Sclass Berlin (A1411), Germany
- Шаблон:Sclass Шаблон:HNLMS, Netherlands
- Шаблон:Sclass Шаблон:HNLMS, Netherlands
- Шаблон:Sclass Шаблон:HNLMS, Netherlands
- Шаблон:Sclass Шаблон:HNLMS, Netherlands[16]
- Шаблон:Sclass Шаблон:HNLMS, Netherlands
- Шаблон:Sclass Шаблон:HNLMS, Netherlands[17]
- Replenishment oiler Шаблон:HNLMS, Netherlands[18]
- Rotterdam class amphibious transport dock Шаблон:HNLMS, Netherlands[19]
- Шаблон:Sclass Шаблон:HNLMS, Netherlands
- Bergamini-class frigate Carabiniere (F 593), Italy[20]
- Bergamini-class frigate Carlo Margottini (F 592)
- Шаблон:Sclass Maestrale (F 570), Italy
- Шаблон:Sclass Grecale (F 571), Italy[21]
- Шаблон:Sclass Libeccio (F 572), Italy[22]
- Шаблон:Sclass Scirocco (F 573), Italy[23]
- Шаблон:Sclass Euro (F 575), Italy[23]
- Шаблон:Sclass Espero (F 576), Italy[24]
- Шаблон:Sclass Zeffiro (F 577), Italy[25][26]
- Шаблон:Sclass Comandante Borsini (P 491), Italy[27]
- Шаблон:Sclass Comandante Bettica (P 492), Italy[28]
- Шаблон:Sclass San Giorgio (L 9892), Italy[29]
- Шаблон:Sclass San Giusto (L 9894), Italy[30]
- крейсер-вертольотоносець «Андреа Доріа»[31]
- AGF/AOR Etna (A 5326), Italy[32]
- вертольотоносець «Жанна д'Арк»,[33]
- Шаблон:Sclass Tonnerre (L9014), France
- Шаблон:Sclass Jean de Vienne (D643), France
- Шаблон:Sclass Georges Leygues (D640), France[33]
- Шаблон:Sclass Aconit (F713), France[34][35]
- Шаблон:Sclass Guépratte (F714), France[36]
- Шаблон:Sclass La Fayette (F710), France[37]
- Шаблон:Sclass Surcouf (F711), France[38][39]
- Шаблон:Sclass De Grasse (D612)[40]
- Шаблон:Sclass Floréal (F730), France[41][42]
- Шаблон:Sclass Nivôse (F732), France[4][43]
- Шаблон:Sclass Jean Bart (D615), France[44]
- Шаблон:Sclass Enseigne de vaisseau Jacoubet (F794), France[45][46]
- Шаблон:Sclass Marne (A630), France[47]
- Шаблон:Sclass Siroco (L9012), France[48]
- Lockheed P-3 Orion P-3K2 Orion, New Zealand
- Шаблон:Sclass NRP Vasco da Gama (F330)[49][50]
- Шаблон:Sclass NRP Álvares Cabral (F331)[51]
- Lockheed P-3 Orion P-3C Papa, Portugal[52]
- Шаблон:Sclass Santa Maria (F81), Spain
- Шаблон:Sclass Victoria (F82), Spain[53]
- Шаблон:Sclass Numancia (F83), Spain
- Шаблон:Sclass Navarra (F85), Spain
- Шаблон:Sclass Canarias (F86), Spain
- Шаблон:Sclass Reina Sofía (F84), Spain[54]
- Шаблон:Sclass Blas de Lezo (F103), Spain
- Шаблон:Sclass Mendez Nuñez (F104), Spain
- Шаблон:Sclass Infanta Elena (P76), Spain
- Шаблон:Sclass Infanta Cristina (P77), Spain[55]
- Шаблон:Sclass Cazadora (P78), Spain
- Шаблон:Sclass Vencedora (P79), Spain[56]
- Шаблон:Sclass Galicia (L51), Spain[57]
- Шаблон:Sclass Castilla (L52), Spain
- Replenishment oiler Patiño, Spain[58][59]
- Meteoro-class offshore patrol boat Meteoro (P41)
- Meteoro-class offshore patrol boat Relámpago (P43), Spain[60]
- Meteoro-class offshore patrol boat Tornado (P44), Spain
- Lockheed P-3 Orion P-3M Orion, Spain
- Type 23 frigate Шаблон:HMS, United Kingdom
- Type 23 frigate Шаблон:HMS, United Kingdom
- Шаблон:Sclass2 RFA Lyme Bay (L3007), United Kingdom
- Шаблон:Sclass HS Salamis (F455) Greece[61][62]
- Шаблон:Sclass HS Psara (F454) Greece
- Шаблон:Sclass HS Elli (F450), Greece[63]
- Шаблон:Sclass HS Adrias (F459), Greece[64][65]
- Шаблон:Sclass HSwMS Stockholm (K11), Sweden
- Шаблон:Sclass HSwMS Malmö (K12), Sweden[66]
- Akademik Shuleykin-class auxiliary vessel HSwMS Trossö (A264), Sweden
- Off-shore Patrol Vessel HMS Carlskrona (P04), Sweden[67]
- Шаблон:Sclass HNoMS Fridtjof Nansen (F310), Norway — (Non EU member contribution)
- Pohjanmaa class minelayer FNS Pohjanmaa, Finland[68][69]
- Шаблон:Sclass Regele Ferdinand (221), Romania
- фрегат «Гетьман Сагайдачний», Україна
- Offshore patrol vessel ARC 7 de Agosto (PZE-47) — (non-EU member collaboration), Colombia[70]

### Літаки
- Lockheed Corporation, Lockheed P-3 Orion
- Lockheed Corporation, Lockheed P-3 Orion
- Dassault Falcon 50